# Ungarn in Deutschland

Regionale Verteilung der ungarischen Staatsbürger 2021

Der Begriff Ungarn in der Bundesrepublik Deutschland ist nicht eindeutig definiert. Teilweise werden damit diejenigen Einwohner Deutschlands gemeint, die sich als ethnische Magyaren verstehen. Sie können Staatsbürger Deutschlands, Rumäniens, Serbiens, der Slowakei  oder eines weiteren Staates sein. In einem anderen Verständnis handelt es sich um in Deutschland lebende ungarische Staatsbürger, unabhängig von der Ethnie, der sie sich zurechnen. Dies können auch ethnische  Rumänen, Serben, Ungarndeutsche oder Angehörige weiterer Minderheiten Ungarns sein. Auch Angehörige der Sinti und Roma mit ungarischen Pässen werden in Deutschland pauschal als Ungarn gezählt.
Am 31. Dezember 2018 waren in Deutschland 207.025 Personen mit ungarischer Staatsbürgerschaft gemeldet.
Die meisten von ihnen sind erst nach dem EU-Beitritt Ungarns 2004 bzw. 2011 nach Einführung der Arbeitnehmerfreizügigkeit nach Deutschland ausgewandert, unter anderem aufgrund der schwierigen und politischen und wirtschaftlichen Situation Ungarns unter Viktor Orbán, laut der orbánkritischen und liberalen Zeitung Pester Lloyd. 2014 lagen die Ungarn auf Platz 13 unter allen ausländischen Bevölkerungsgruppen in Deutschland.

## Kultur
Die Migration aus Ungarn hat auch eine lange geschichtliche Tradition und viele berühmte Persönlichkeiten hervorgebracht, unter anderem Elisabeth von Thüringen, Tochter des ungarischen Königs Andreas II.
In den Jahren 2006/2007 hat Ungarn sein Land und seine Kultur in Deutschland durch eine ganze Reihe von kulturellen Veranstaltungen, einschließlich der Ausstellung „Deutsche in Ungarn – Ungarn in Deutschland. Europäische Lebenswelten“, vorgestellt.